# Língua miriwung

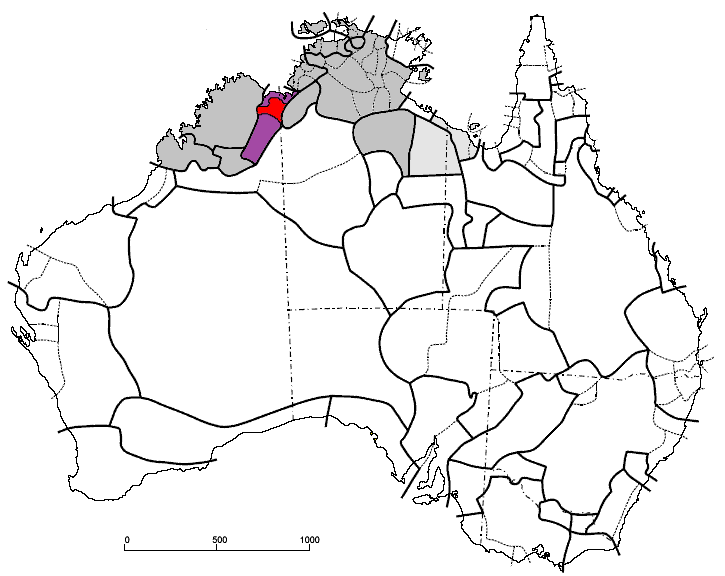
Língua miriwung (roxo), outras línguas jarrakanas (cinza) outras línguas não pama-nyungan e língua de sinais miriwung

Miriwung (às vezes Miriwoong) é uma língua aborígine da Austrália, que conta com apenas 20 falantes, a maioria dos quais vive na região de Kununurra na Austrália Ocidental.

## Fonologia

### Consoantes
Miriwung distingue 19 fonemas consoantes. O inventário consoante do Miriwung é o bastante típico das línguas aborígines australianas, com várias consoantes laterais e nasais, sem contraste de voz e sem fricativas.
|             | Periférica | Periférica | Laminal       | Laminal        | Apical   | Apical     |
|             | Bilabial   | Velar      | Lamino-dental | Lamino-palatal | Alveolar | Retroflexa |
| Plosiva     | b          | g          | d̪             | ɟ              | d        | ɖ          |
| Nasal       | m          | ŋ          | n̪             | ɲ              | n        | ɳ          |
| Vibrante    |            |            |               |                | r        |            |
| Lateral     |            |            |               | ʎ              | l        | ɭ          |
| Aproximante | w          | w          | j             | j              | ɹ        | ɹ          |

### Vogais
O sistema voga] do Miriwoong compreende as quatro vogais. A extensão não é fonêmica.
|         | Anterior | Central | Posterior |
| Fechada | i        |         | u         |
| Medial  |          | ə       |           |
| Aberta  |          | a       |           |

### Ortografia
A grande parte da ortografia fonêmica de Miriwung foi desenvolvida no Mirima Dawang Woorlab-gerring (MDWg). Alguns sons que não possuem um caractere padrão no script latino são representados por  digraphs. A vogal / u / está escrita  'oo'  em Miriwung.
| Grapheme             | IPA      | Miriwung         | Português             |
| -------------------- | -------- | ---------------- | --------------------- |
| Vogais               |          |                  |                       |
| a                    | a        | dawang           | local                 |
| e                    | ə        | jawaleng         | homem                 |
| oo                   | u        | joolang          | cão                   |
| i                    | i        | ngirrngiling     | gato                  |
| iyi                  | I: ~ iyi | ngiyi            | yes                   |
| Monotongos           |          |                  |                       |
| b                    | b        | bare             | estar em pé           |
| d                    | d        | dooleng          | coração               |
| g                    | g        | goondarring      | peixe                 |
| j                    | c~ɟ      | wija             | swim                  |
| K (only following n) | g        | bankalng         | prgadas               |
| l                    | l        | biligirrimawoong | branco                |
| m                    | m        | moonamang        | ganso                 |
| n                    | n        | Goonoonooram     | Kununurra (rio)       |
| r                    | ɹ        | ramang           | grama                 |
| w                    | w        | woothoony        | pequena               |
| y                    | j        | mayeng           | comida sem carne      |
| Dígrafos             |          |                  |                       |
| ly                   | ʎ        | bilyiny          | carraça               |
| ng                   | ŋ        | ngerregoowoong   | grande                |
| nh                   | n̪        | ngenhengbeng     | vermelha              |
| ny                   | ɲ        | gerany           | pedra                 |
| rd                   | ɖ        | gardag           | taça                  |
| rl                   | ɭ        | gerloong         | água                  |
| rn                   | ɳ        | merndang         | papel                 |
| rr                   | r        | Darram           | Bandicoot Bar (local) |
| th                   | d̪        | thegoobeling     | negro                 |

A MDWg está trabalhando com organizações locais para estar em conformidade com a ortografia padronizada quando Miriwung é escrito em documentos ou sinalização.
Miriwung (Miriwung) é uma língua indígena australiana que hoje possui menos de 20 falantes fluentes, a maioria dos quais vive dentro ou perto de Kununurra, Austrália Ocidental Kununurra na Austrália Ocidental]]. Todos os falantes fluentes são idosos e a língua Miriwung é considerada criticamente ameaçada. No entanto, as gerações mais jovens tendem a familiarizar-se com muitos vocabulários de Miriwung que usam quando falam o idioma Kimberley Kriol ou inglês aborígine.

## Categorização linguo-genética
O miriwung é classificado pelos linguistas como uma língua  não pama-nyungan]e parte do subgrupo  Jarrakan.

## Sinais
Como é comum em muitas comunidades de línguas australianas, o povo Miriwung possui uma própria língua de sinais que é usada em adição às línguas faladas da comunidade.

## Multilinguismo
Apesar do status de ameaça à língua Miriwung, a comunidade Miriwung é vibrante e multilíngue. Os idiomas falados incluem Miriwung (para um pequeno número de falantes), o idioma assinado Miriwung, o Kimberley Kriol]] e inglês. Duas variedades de inglês estão presentes na comunidade, o chamado Inglês aborígine o Inglês australiano padrão Muitos falantes são bi-dialéticos em ambas as variedades, enquanto muitos outros têm uma forte preferência pelo inglês aborígine.

## Mirima Dawang Woorlab-gerring
O Centro de Idiomas e Cultura (MDWg) tem a tarefa de preservar e revitalizar a língua Miriwung desde a década de 1970.
O MDWg envolve uma ampla variedade de atividades de revitalização de idiomas e sua documentação, incluindo um “ninho de idiomas”, aulas públicas de idiomas e campos de treinamento no país. Um ninho da língua atinge cerca de 300 crianças por semana, indígenas e não indígenas.
Uma parte significativa dos esforços de revitalização do MDWg é a publicação de livros em Miriwung.

## Gramática
Alguns recursos notáveis da gramática Miriwung são os seguintes.

### Substantivos

#### Gênero
Os substantivos miriwung têm gênero gramatical e adjetivos e demonstrativos concordam com o substantivo. Existem dois gêneros designados masculino e feminino.

#### Caso
Os substantivos não estão marcados para o caso em Miriwung, embora os argumentos sejam cruzados no verbo, na maioria dos casos usando um padrão nominativo-acusativo.

### Verbos
Os verbos em Miriwung têm um sistema composto de verbetes, que geralmente não são influenciados e carregam o principal conteúdo semântico e os verbos flexíveis, que carregam as informações gramaticais. Ambos os coverbos e verbos podem ficar sozinhos, mas a maioria das expressões verbais inclui um coverbo e um verbo flexionado. (Newry 2015: 20-21). Os verbos flexionados são de classe fechada, sendo cerca de 20, enquanto os coverbos de são de classe aberta. Esse tipo de sistema verbal foi observado em outras línguas australianas, particularmente nas línguas faladas no norte da Austrália.

## Amostra de texto
Berrayinga Miriwung Dawang yoowoorriyantha. Woonyjoo barranggoo dawa-yoowoorriyang.
Português
Este é nosso país, Condado Miriwung. Or favor, respetro para nossa terra.